# 식품의약품안전평가원
식품의약품안전평가원(食品醫藥品安全評價院, National Institute of Food and Drug Safety Evaluation)은 식품·의약품등의 과학적 안전관리를 위한 식품·의약품등의 심사, 위해평가, 시험·분석, 시험 방법·허가심사기법 개발 및 실험동물 관리에 관한 사무를 관장하는 대한민국 식품의약품안전처의 소속기관이다. 2009년 4월 30일 발족하였으며, 2010년에 은평구 녹번동에서 충청북도 청주시 흥덕구 오송보건의료행정타운으로 이전하였다. 원장은 고위공무원단 가등급에 속하는 일반직공무원·보건연구관 또는 공업연구관으로 보한다.

## 연혁
- 1981년 11월 2일: 국립보건원에 안전성연구부 설치.[3]
- 1987년 12월 5일: 보건사회부 소속 국립보건안전연구원으로 확대 개편.[4]
- 1994년 12월 23일: 보건복지부 소속으로 변경.[5]
- 1996년 4월 6일: 식품의약품안전본부 소속 독성연구소로 개편.[6]
- 1998년 2월 28일: 식품의약품안전청 소속 국립독성연구소로 개편.[7]
- 2002년 5월 27일: 국립독성연구원으로 개편.[8]
- 2007년 9월 14일: 국립독성과학원으로 개편.[9]
- 2009년 4월 30일: 식품의약품안전평가원으로 개편.[10]
- 2013년 3월 23일: 식품의약품안전처 소속으로 변경.[11]

## 조직

### 원장
- 운영지원과[12]
- 연구기획조정과[13]
- 백신검정과[13]
- 혈액제제검정과[14]

식품위해평가부
- 식품위해평가과[16]
- 잔류물질과[16]
- 오염물질과[16]
- 미생물과[16]
- 첨가물포장과[16]
- 신소재식품과[17]
- 영양기능연구팀[16]
- 신종유해물질팀[16]

의약품심사부
- 의약품심사조정과[17]
- 의약품규격과[17]
- 순환계약품과[17]
- 종양약품과[17]
- 소화계약품과[17]
- 약효동등성과[17][19]

바이오생약심사부
- 바이오심사조정과[17]
- 생물제제과[17]
- 유전자재조합의약품과[17]
- 세포유전자치료제과[17]
- 생약제제과[17]
- 화장품심사과[17]

의료기기심사부
- 첨단의료기기과[17]
- 심혈관기기과[17]
- 정형재활기기과[17]
- 구강소화기기과[17]
- 체외진단기기과[17]

의료제품연구부
- 의약품연구과[16]
- 생물의약품연구과[16]
- 첨단바이오제품과[16]
- 생약연구과[16]
- 의료기기연구과[16]
- 화장품연구팀[16]

독성평가연구부
- 독성연구과[16]
- 특수독성과[16]
- 약리연구과[16]
- 임상연구과[16][19]
- 실험동물자원과[16]
- 첨단분석팀[16]